# لیگاند (بیوشیمی)

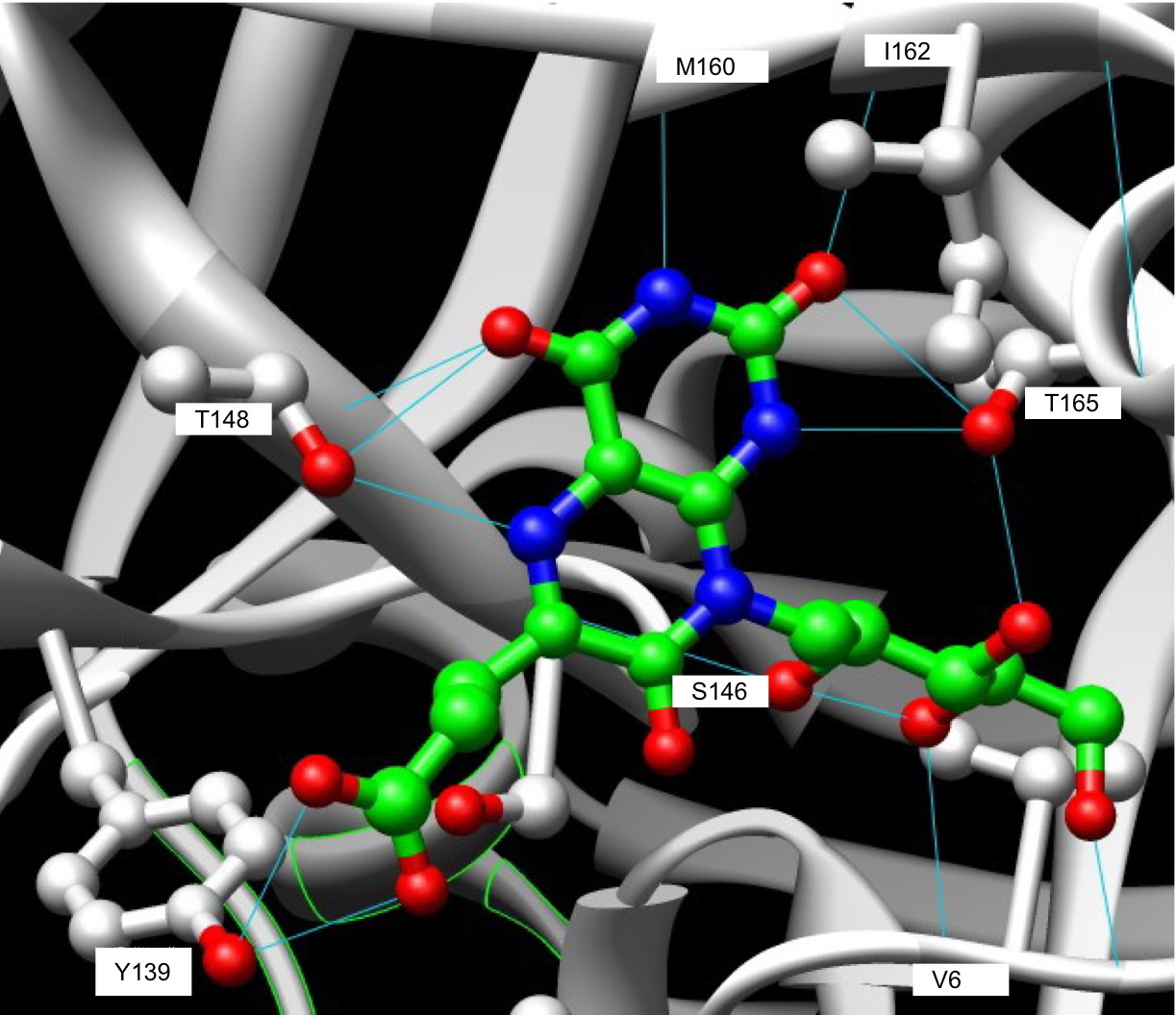
یک لیگاند درون همودیمر ریبوفلاوین سینتاز

لیگاند ریشه لاتین دارد و معادل واژهٔ پیوند در فارسی است. در بیوشیمی و فارماکولوژی به ماده‌ای گفته می‌شود که با پیوند و ترکیب با یک بیومولکول یا یک گیرنده، هدف بیوشیمیایی خاصی را دنبال کند. به‌طور خاص یک لیگاند به‌عنوان ماشه برای یک عمل بیوشیمی به پروتئین هدف چفت شده و با آن یک ترکیب شیمیایی جدید ولی قابل برگشت را ایجاد می‌کند. به عبارت دیگر این ترکیب مانند هموگلوبین، یک پیوند دائمی و پایدار نخواهد بود و به بیان ساده‌تر پیوند لیگاند به پروتئین هدف، همانند استفاده از یک کلید برای بازکردن قفل است. پیوند لیگاند-پروتئین از طریق نیروهای بین مولکولی مانند پیوند یونی، پیوند هیدروژنی یا پیوند واندروالسی شکل می‌گیرد. هچنین می‌توان ترکیباتی از لیگاندها نظیر آلی-فلزی‌ها در نفت یافت.
در فارماکولوژی لیگاند مبحثی مهم محسوب شده و برای گیرنده‌های لیگاند دو گروه اصلی آنتاگونیست و آگونیست دسته‌بندی می‌شود.